# Uwe Reißmann
Uwe Reißmann (* 1956 in Marktleuthen) ist ein deutscher Polizist und war ab 1995 als Leiter verschiedener Polizeidirektionen in Sachsen tätig. Von 2013 bis 2018 war er Polizeipräsident der Polizeidirektion Chemnitz.

## Leben
Uwe Reißmann wuchs in Bayern auf und absolvierte dort seine Schulausbildung sowie seine berufliche Ausbildung als Polizist. Nach der Wende in der DDR wechselte er 1991 zur Polizei Sachsen und lebt seither auch im Freistaat Sachsen.
Seit Ende 2009 ist er ehrenamtlicher Vorsitzender des Aufsichtsrates des Chemnitzer FC.

## Berufliche Laufbahn
Reißmann trat 1973 in den Polizeivollzugsdienst des Freistaates Bayern ein. Er absolvierte Ausbildungsgänge für den mittleren und gehobenen Polizeidienst. Am 1. September 1991 trat er in den Polizeivollzugsdienst des Freistaates Sachsen ein und wurde mit Aufgaben des höheren Polizeidienstes betraut. Zuerst war er in der Landespolizeidirektion Chemnitz tätig. Vom 1. Juni 1995 bis zum 31. Dezember 1995 leitete er kommissarisch die Polizeidirektion (PD) Plauen. Ab 1. Januar 1996 war er bestellter Leiter der Polizeidirektion Plauen und später Leiter der Polizeidirektion Zwickau.

### Leitung der PD Chemnitz

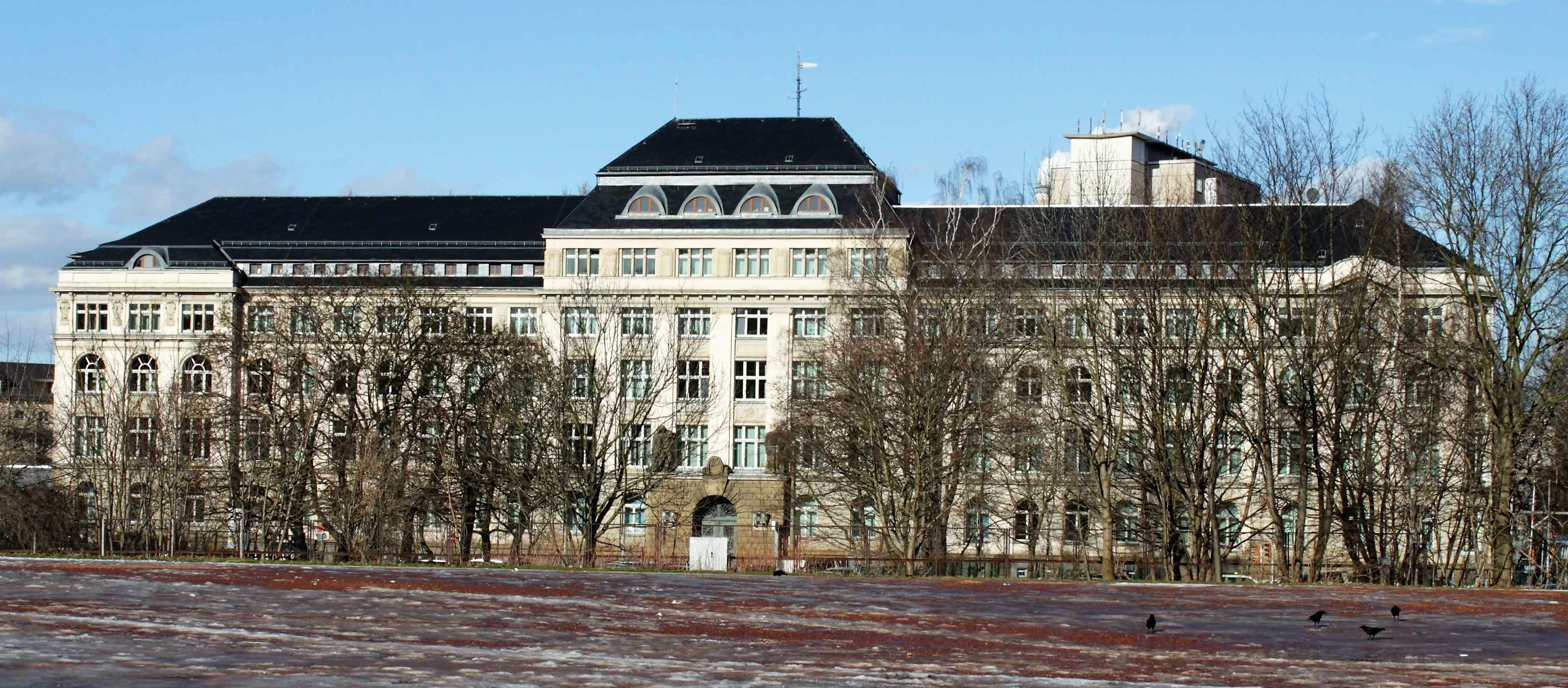
Polizeipräsidium Chemnitz, 2010

Reißmann übernahm zum 1. August 1999 die Leitung der damaligen Polizeidirektion (PD) der Stadt Chemnitz. Nach einer 2004 erfolgten Polizeireform in Sachsen, bei der die Zahl der Polizeidirektionen auf sieben reduziert wurde, ernannte ihn Innenminister Horst Rasch (CDU) zum Leiter der ab 1. Januar 2005 neu gebildeten Polizeidirektion Chemnitz-Erzgebirge (Landkreise Annaberg, Chemnitzer Land, Freiberg, Mittlerer Erzgebirgskreis, Mittweida und Stollberg sowie die Kreisfreie Stadt Chemnitz). Ab Jahresanfang 2013 war Reißmann Polizeipräsident der im Rahmen einer weiteren Änderung der Organisationsstruktur nunmehr als Polizeidirektion Chemnitz bezeichneten Behörde, deren Betreuungsbereich die Stadt Chemnitz und die Landkreise Mittelsachsen und Erzgebirgskreis umfasst und zu der insgesamt 10 Polizeireviere (PR) und ein Autobahnpolizeirevier gehören. Am 1. August 2018 wurde er durch Sachsens erste Polizeipräsidentin Sonja Penzel abgelöst.

### Öffentliches Auftreten
Im Jahr 2013 geriet Reißmann als geladener Zeuge vor einem Untersuchungsausschuss des Sächsischen Landtages in Erklärungsnot, weil die rechtsextreme terroristische Vereinigung Nationalsozialistischer Untergrund (NSU) von 1998 bis 2005 in Chemnitz eine Serie von Raubüberfällen verübt hatte und er ein im Jahr 2000 polizeiintern versandtes Fahndungs-Fax nicht bekommen haben wollte, in dem auf das NSU-Trio hingewiesen wurde.
In einer Pressekonferenz Ende 2015 erklärte Reißmann den Erzgebirgskreis zum sichersten Landkreis in Sachsen, wies aber auch auf die hohe Belastung der Polizisten durch die Demonstrationen im Zusammenhang mit der Flüchtlingssituation hin.
Reißmann wurde bundesweit bekannt, als er am 20. Februar 2016 auf einer Pressekonferenz das Vorgehen der Polizei bei den Ausschreitungen gegen Flüchtlinge in Clausnitz verteidigte. Reißmann gab einzelnen Flüchtlingen eine Mitschuld an den Vorfällen in Clausnitz, einem Ortsteil von Rechenberg-Bienenmühle im Landkreis Mittelsachsen. Nachdem ein Junge aus dem Bus heraus den Demonstranten den Stinkefinger gezeigt hatte, wurden er, ein weiterer Junge und eine Frau gewaltsam aus dem Bus entfernt und in die Asylunterkunft verbracht. Reißmann kündigte polizeiliche Ermittlungsverfahren gegen die drei Flüchtlinge an, da sie die Demonstranten durch beleidigende Gesten provoziert hätten. Den beim Transport der Flüchtlinge erfolgten körperlichen Zwang nannte er „absolut notwendig“ und „verhältnismäßig“, räumte indes eine vorherige „Fehleinschätzung“ von zu erwartenden Protesten gegen die Ankunft der Flüchtlinge ein.

### Reaktionen
Die Äußerungen von Reißmann zu den Vorfällen in Clausnitz lösten deutschlandweit heftige Diskussionen aus und wurden – wie die Vorfälle selbst – teils auch in internationalen Medien thematisiert. Reißmann geriet stark in die Kritik. So wurden seine Haltung und das von ihm angekündigte Vorgehen gegen Flüchtlinge unter anderem von dem Polizeiexperten Rafael Behr, Professor für Polizeiwissenschaft und Dekan des Fachhochschulbereichs der Akademie der Polizei Hamburg, als „grobe Instinktlosigkeit“ und „verheerende Botschaft“ bewertet. Die Arbeitsgemeinschaft sozialdemokratischer Juristinnen und Juristen (AsJ) in Sachsen (AsJ Sachsen) forderte die Sächsische Staatsregierung auf, personelle Konsequenzen zu ziehen und Reißmann bis zur endgültigen Klärung der Vorfälle vom Dienst zu suspendieren.
Am 27. Februar 2016 fand eine Sondersitzung des Innenausschusses des sächsischen Landtages zu den fremdenfeindlichen Ausschreitungen in Clausnitz statt. Die Landtagsfraktion der Partei Die Linke kritisierte die Abwesenheit von Reißmann in der Sitzung. Anschließend gab Sachsens Innenminister Markus Ulbig (CDU) bekannt, dass es entgegen der Erklärung von Reißmann keine Ermittlungen gegen Flüchtlinge geben werde. Hingegen wurden Ermittlungen gegen „vier mutmaßliche Teilnehmer der Blockade“ des Busses mit den Flüchtlingen aufgenommen, so Ulbig weiter; zudem lägen „zwei Anzeigen gegen Polizeibeamte vor, darunter auch eine gegen […] Reißmann“.